# Alireza Rezaei
Alireza Rezaei est un lutteur iranien spécialiste de la lutte libre né le 11 juillet 1976 à Téhéran.

## Biographie
Lors des Jeux olympiques d'été de 2004 se tenant à Athènes, il remporte la médaille d'argent en combattant dans la catégorie des -120 kg. Il remporte également la médaille de bronze lors des Championnats du monde de 2003. 